# Curantes
Curantes es una parroquia en el este del término municipal del Ayuntamiento de La Estrada, en la provincia de Pontevedra, comunidad autónoma de Galicia, España.

## Límites
Limita con las de Agar, Rubín, Olives y Orazo.

## Demografía
En 1842 tenía una población de hecho de 448 personas. En los veinte años que van de 1986 a 2006 la población pasó de 305 a 214 personas, lo cual significó una pérdida del 29,84%.

## Personas importantes
Ramón Verea, nacido en Curantes, fue periodista, ingeniero, escritor e inventor. Como inventor hizo una gran aportación al inventar la primera máquina para realizar cálculo.
- Datos: Q928728
- Multimedia: Curantes, A Estrada / Q928728